# Nicole Dubré-Chirat
Nicole Dubré-Chirat, née le 18 décembre 1951 à Felletin, est une femme politique française. Elle est actuellement députée de la sixième circonscription de Maine-et-Loire.

## Biographie

### Carrière professionnelle
Nicole Dubré-Chirat a été cadre supérieure de santé dans la fonction publique hospitalière, travaillant pendant 14 ans en service d’urgences et au SAMU, puis en bloc opératoire. Elle a également été chargée de formation à destination des personnels infirmiers, dans les instituts pour le développement professionnel continu en secteurs public et privé.
Elle a présidé le Conseil interdépartemental de l’Ordre des infirmières pour le Maine-et-Loire, la Mayenne et la Sarthe, de 2008 à 2017. 

### Parcours politique
Elle s’engage en politique en 2014, lorsqu'elle est colistière de Jean-Luc Rotureau pour les élections municipales d'Angers.
Deux ans plus tard, en 2016, elle est investie par La République en marche dans la 6e circonscription du Maine-et-Loire et est élue députée en juin 2017 avec une large majorité de 61,77 % des suffrages exprimés au second tour, confortant le résultat du premier tour où elle avait obtenu 43,57 % des voix,. En 2022, elle est réélue avec 57,60 % des suffrages au second tour et en 2024 avec 66,3 % des suffrages au second tour.